# Unnichiruthevi Charitham
Unnichiruthevi Charitam es uno de los antiguos Manipravalam, escrito durante el período del malayalam medio. Unnichiruthevi, la hija de una bailarina llamada Rayarambilla es la heroína. En el poema, Devendran llega a la tierra, se enamora de Unnichiruthevi y llega a su casa después de ver los lugares de interés. Unnichiruthevi Charitham, fue escrito entre los siglos XIII y XV d. C., tiene su lugar en diversos campos como la lengua, la literatura y la historia social y nacional. Es una de las obras más antiguas en malayalam y se considera una obra que refleja la historia social de la época en que fue escrita.

## Descripción general
El poema comienza alabando la leyenda del templo establecido por Athavarma en la aldea de Chokiram (actual Shukapuram), el 'Nayakamani' de las aldeas brahmanes y el Ardhanarishvara Thenkailanatha que fue consagrado allí.
Se supone que el poeta que escribió el poema pertenece a la aldea de Chokiram. Manipravalakavi, el hijo de Chiruthevi mencionado en el libro, es considerado la contraparte del propio poeta. Al final del libro, mencionando 'Marayancherikerlamishramaravacha, PV Krishnan Nair dice que el poeta podría ser cualquiera de los Marayancheri (Maravancheri) Nambudiri. El comienzo del poema habla del Mahakavya escrito por Achan sobre Unnichiruthevi.